# Matthias Gerung
Pour les articles homonymes, voir Gerung.
 (avril 2025).
Si vous disposez d'ouvrages ou d'articles de référence ou si vous connaissez des sites web de qualité traitant du thème abordé ici, merci de compléter l'article en donnant les références utiles à sa vérifiabilité et en les liant à la section « Notes et références ».

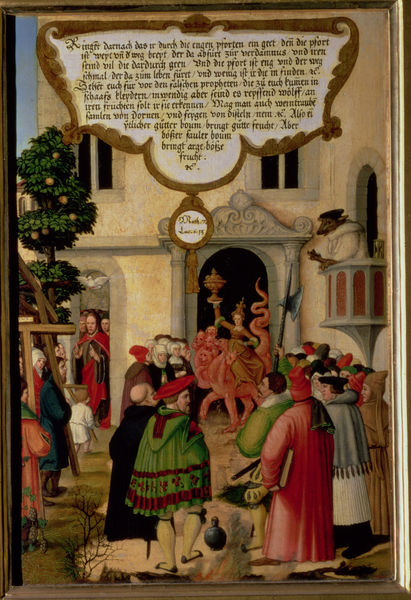
« Prenez garde aux faux prophètes » (Évangile selon Matthieu, 7.15).

Matthias Gerung, né vers 1500 à Nördlingen, mort vers 1568-1570 à Lauingen) est un graveur, enlumineur et peintre du XVIe siècle appartenant à l'école allemande. 

## Biographie
Il est peut-être l'élève de Hans Schäufelin et Hans Burgkmair. En 1525, il émigre dans le comté de Palatinat-Neubourg où il épouse Anna Reiser, probablement fille du peintre Matthes Reiser de Lauingen (mort vers 1519). Autour de 1530, il réalise plusieurs œuvres pour le comte Othon-Henri du Palatinat (Ottheinrich), en particulier les cartons de tapisseries du château de Neubourg et surtout les illustrations de la Bible d'Ottheinrich.
Ses toiles, d'une composition extrêmement complexe, sont pour la plupart à dominante narrative. Ainsi, Le Jugement de Pâris et la Destruction de Troie (Huile sur Bois, Musée du Louvre) combine plusieurs histoires (Le Jugement de Pâris, La Guerre de Troie, Le Combat d'Hector et Pélius, La conquête de la Toison d'or...). 
Partisan de la Réforme luthérienne, il réalise plusieurs œuvres satiriques dirigées contre l'empereur et le pape. Dans une gravure de 1546, il montre des diables faisant bouillir le pape et les ecclésiastiques dans un chaudron. En 1548, il grave le couronnement de l'Antéchrist qu'il représente doté de cornes démesurées, entouré de dignitaires de l’Église et de l'empereur accompagnés d'un loup. Entre 1544 et 1558, il réalise 27 illustrations du Commentaire de l'Apocalypse de Sebastian Meyer (de), traduit par Laurentius Agricola. Vers 1546-1548, il grave la « prostituée de Babylone » coiffée d'une tiare, assise sur une hydre aux pattes griffues, devant laquelle se prosternent des princes laïques et ecclésiastiques, et l'empereur lui-même avec sa couronne fermée. Ces images font partie d'une vaste campagne de pamphlets et d'images dirigés contre l'autorité impériale.
Matthias Gerung figure sur le registre des impôts de Lauingen jusqu'en 1568. Sa date de décès exacte n'est pas connue.